# Edosa lardatella
Edosa lardatella är en fjärilsart som beskrevs av Lederer 1858. Edosa lardatella ingår i släktet Edosa och familjen äkta malar.
Artens utbredningsområde är Syrien. Inga underarter finns listade i Catalogue of Life.